# Hermann Gramlich
Hermann Gramlich (24 marzo 1913 – 5 marzo 1942) è stato un calciatore tedesco, di ruolo difensore.